# Tennis Integrity Unit
La Tennis Integrity Unit (letteralmente, Unità di Integrità nel Tennis) è stata l'organizzazione responsabile dell'indagine sulle partite truccate nel tennis. Aveva la capacità di imporre multe e sanzioni e vietare a giocatori, arbitri e altri ufficiali di tennis di partecipare ai tornei.
L'organizzazione era un'iniziativa di ITF, ATP, WTA e dei quattro tornei del Grande Slam (Australian Open, Open di Francia, Wimbledon e US Open). Era stata istituita dopo un'indagine sulle accuse di partite truccate nel 2008.
Dal 2021 è stata assorbita e integrata nell'International Tennis Integrity Agency.